# 실패작 챌린지
실패작 챌린지는 2020년부터 초등학생 사이에서 유행하기 시작한 인터넷 챌린지이다. 은구슬이 처음 시작한 것으로 알려져 있으며, 침대에서 자살하는 내용을 담는다.

## 공통점

### 형식
주로 유튜브 쇼츠, 틱톡 등의 짧은 영상 플랫폼에 올리며, 흑백의 영상에 카이리키 베어의 '실패작 소녀'라는 곡을 배경 음악으로 사용한다. 침대에서 머리를 흔들며 빨간 글씨로 '괴로워' 등의 글이 주변에 등장하며, 뒤로 드러누워 침대에 떨어지며 '나는 실패작이야'라는 자막이 나온다. 경우에 따라서는 화면이 깨지는 연출이 나오기도 한다.

## 반응
반응은 여러 가지로 나뉜다.

### 실제로 자살할 수도 있다
충북대학교의 교수 신나리는 이에 대해서 자살 충동으로 이어질 수 있는 행동이며 이런 행동이 반복되면 극단적 선택에 익숙해지고 쉽게 접근할 수 있다"고 경고했다.

### 유행을 따라한 것뿐이다
"유행을 따라서 찍은 것뿐이고, 실제로 자살하지 않는다"는 의견도 있다. 